# Pagani Imola
La Pagani Imola est une supercar du constructeur automobile italien Pagani produite en 5 exemplaires en 2020.

## Présentation
La Pagani Imola, dont le nom fait référence au circuit d'Imola, est une version extrême de la Pagani Huayra, dont l'aérodynamique est très travaillée, produite en cinq exemplaires[source insuffisante] vendus au tarif de 5 millions d'€ hors taxes. Elle devait être présentée au salon international de l'automobile de Genève 2020 mais celui-ci a été annulé à cause de l'épidémie de coronavirus COVID-19.

### Imola Roadster
Le 23 novembre 2023, Pagani dévoile la version roadster de l’Imola. Celle-ci sera limitée à 8 exemplaires. Elle est plus puissante que le coupé en délivrant 850 ch, soit 30 de plus.

## Caractéristiques techniques

### Motorisation
L'Imola est motorisée par le V12 bi turbo 6.0 d’origine ferrari d'une puissance de 827 ch pour un couple de 1 100 N m.